# 마히딘 메키시
마히딘 메키시(Mahiedine Mekhissi-Benabbad, 1985년 3월 15일 ~ )는 알제리계 프랑스 육상 선수로 주종목은 3000m 장애물 경주이다.
그는 2004년 IAAF 세계크로스컨트리선수권대회를 통해 국제 육상 무대에 데뷔했으며, 이 대회에선 61위를 기록했다. 이후 2004년 세계주니어육상선수권대회에 참가했으나 예선을 통과하지 못했다. 2006년 프랑스 대표로 유러피안 컵과 육상 월드컵 1500m에 출전했으나 좋은 성적을 거두지 못했다.
2007년 유럽 U23 육상선수권대회 3000m 장애물 경주에서 금메달을 따면서 두각을 나타냈지만, 2007년 세계육상선수권대회에서는 예선 탈락에 그쳤다. 2008년 하계 올림픽 3000m 경기에서 브리민 키프루토에 이어 은메달을 따냈으며, 그 해 취리히에서 열린 골든 리그 경기에서 8분 08초 95의 개인기록으로 2위를 차지했다.
2009년 시즌이 시작하자 카타르 도하에서 열린 카타르 슈퍼 그랑프리에서 3000m 개인기록을 경신한 것을 시작으로(7:53.50), 네덜란드 헹겔로에서 열린 FBK 게임에서 3000m 장애물 경주 개인기록을 세웠고(8:06.98), 파리 생드니에서 열린 골든 리그 미팅 아레바 3000m 장애물 경주 경기에서 우승하는 등 승승장구했다. 하지만 메달을 기대했던 2009년 세계육상선수권대회에서 부상으로 완주하지 못하면서 아쉬움을 남겼다.
다음 해 도하에서 열린 2010년 세계실내육상선수권대회 1500m에 출전했으나 8위에 그쳤다. 6월 30일, 랭스에서 5분 10초 68의 2000m 장애물 경주 세계 신기록을 세웠다. 이는 부압델라 타히리(Bouabdellah Tahiri)가 카리우키의 5분 15초 43을 2초가량 줄이면서 세운, 5분 13초 47을 5일만에 다시 깬 것이었다. 8월 1일에 열린 2010년 유럽육상선수권대회 3000m 장애물 경주에서 부압델라 타히리를 제치고 금메달을 땄으며, 8월 27일 벨기에 브뤼셀에서 열린 다이아몬드 리그 메모리얼 반담 경기에서 8분 02초 52의 개인 기록을 세우며 우승했다.

## 성적

### 주요 대회 성적
| 날짜            | 종목             | 대회                              | 장소                          | 순위 | 기록    | 기타        |
| --------------- | ---------------- | --------------------------------- | ----------------------------- | ---- | ------- | ----------- |
| 2004년 3월 21일 | 주니어 레이스    | 2004년 세계크로스컨트리선수권대회 | 브뤼셀, 벨기에                | 61위 | 27:08   |             |
| 2004년 7월 17일 | 3000m 장애물경주 | 2004년 세계주니어육상선수권대회   | 그로세토, 이탈리아            | 10위 | 9:09.53 | 예선 기록   |
| 2006년 6월 28일 | 1500m            | 2006년 유러피안 컵                | 말라가                        | 8위  | 3:53.66 | 프랑스 대표 |
| 2006년 9월 16일 | 1500m            | 2006년 월드컵                     | 아테네                        | 8위  | 3:55.89 | 프랑스 대표 |
| 2007년 8월 26일 | 3000m 장애물경주 | 2007년 세계육상선수권대회         | 오사카                        | 6위  | 8:33.11 | 예선 기록   |
| 2008년 8월 18일 | 3000m 장애물경주 | 2008년 하계 올림픽                | 베이징                        | 2    | 8:10.49 |             |
| 2009년 8월 16일 | 3000m 장애물경주 | 오사카                            | 2009년 세계육상선수권대회     |      | DNF     |             |
| 2010년 3월 13일 | 1500m            | 도하                              | 2010년 세계실내육상선수권대회 | 8위  | 3:45.22 |             |
| 2010년 8월 1일  | 3000m 장애물경주 | 바르셀로나                        | 2010년 유럽육상선수권대회     | 1    | 8:07.87 |             |
| 2010년 9월 5일  | 3000m 장애물경주 | 스플리트                          | 2010년 육상 대륙간컵          | 3    | 8:09.96 | 유럽 대표   |

### 실외 개인 최고 기록
| 종목             | 날짜       | 장소      | 기록    |
| ---------------- | ---------- | --------- | ------- |
| 1000m            | 2009.06.26 | Tomblaine | 2:17.24 |
| 1500m            | 2009/05/23 | 라바트    | 3:35.06 |
| 3000m            | 2010/05/30 | 헹겔로    | 7:44.98 |
| 2000m 장애물경주 | 2010/06/30 | 랭스      | 5:10.68 |
| 3000m 장애물경주 | 2010/08/27 | 브뤼셀    | 8:02.52 |